# Louis Ségura
Louis Ségura (* 23. Juli 1889 in Sidi bel Abbès, heute Algerien; † 1963) war ein spanisch-französischer Kunstturner.

## Biografie
Louis Ségura wurde als spanischer Staatsbürger als Sohn des Tagelöhners Pedro José Ségura und Pepa Bretons geboren.
Er gewann bei den Turn-Weltmeisterschaften 1907 Silber im Mannschaftsmehrkampf und Bronze am Barren. Bei den Olympischen Sommerspielen 1908 in London konnte er im Einzelmehrkampf die Bronzemedaille gewinnen. Im Folgejahr wurde er mit der französischen Mannschaft Weltmeister. Bei seiner zweiten Olympiateilnahme in Stockholm 1912 gewann er im Einzelmehrkampf die Silbermedaille. Bei den Turn-Weltmeisterschaften 1913 folgte mit der französischen Mannschaft ebenfalls der Gewinn der Silbermedaille.
Am 14. Dezember 1914 heiratete er Irène Éléonore Gapri. Seine zweite Ehefrau Maria-Mercédès Serdan heiratete er am 14. Februar 1930.